# Valeur moyenne (quantique)
En mécanique quantique, la valeur moyenne, ou espérance quantique, est la valeur moyenne prédite pour le résultat d'une expérience. C'est un concept fondamental pour tous les domaines de la physique quantique.

## Définition opératoire
La physique quantique présente un comportement statistique fondamental : le résultat d'une mesure expérimentale ne sera pas, en général, le même si l'expérience est répétée plusieurs fois. Ce n'est que la moyenne statistique des valeurs mesurées dans un grand nombre  de répétitions de l'expérience qui est une quantité reproductible. La théorie quantique ne prédit pas le résultat de mesures individuelles, mais seulement leur moyenne statistique. Cette moyenne prédite est appelée valeur moyenne, ou parfois espérance quantique.
Alors que le calcul de la valeur moyenne de résultats expérimentaux est exactement la même qu'en statistique  classique, sa représentation mathématique dans le formalisme de la théorie quantique est profondément différente du concept classique de mesure.

## Formalisme de la mécanique quantique
En théorie quantique, un dispositif expérimental est décrit par l'observable {\displaystyle \scriptstyle A} à mesurer, et l'état {\displaystyle \scriptstyle \sigma } du système. La valeur moyenne de {\displaystyle \scriptstyle A} dans l'état {\displaystyle \scriptstyle \sigma } est notée {\displaystyle \scriptstyle \langle A\rangle _{\sigma }.}
Mathématiquement, {\displaystyle \scriptstyle A} est un opérateur hermitien sur un espace de Hilbert. Le plus souvent, en mécanique quantique, {\displaystyle \scriptstyle \sigma } est un état pur, décrit par un vecteur normalisé {\displaystyle \scriptstyle \psi }  de l'espace de Hilbert. La valeur moyenne de {\displaystyle \scriptstyle A} dans l'état {\displaystyle \scriptstyle \psi } est définie comme 
(1)      {\displaystyle \langle A\rangle _{\psi }=\langle \psi |A|\psi \rangle }.
Si l'on prend en compte la dynamique, on fait dépendre du temps soit le vecteur {\displaystyle \scriptstyle \psi }  soit l'opérateur {\displaystyle \scriptstyle A} selon que l'on utilise la représentation de Schrödinger ou celle de Heisenberg. Mais la dépendance en temps de la valeur moyenne ne dépend pas de ce choix.
Si {\displaystyle \scriptstyle A} possède un système complet de vecteurs propres {\displaystyle \scriptstyle \phi _{j}}, avec des valeurs propres {\displaystyle \scriptstyle a_{j}}, on peut reformuler (1) en :
(2)      {\displaystyle \langle A\rangle _{\psi }=\sum _{j}a_{j}|\langle \psi |\phi _{j}\rangle |^{2}}.
Cette expression ressemble à la moyenne arithmétique, et illustre la signification physique du formalisme mathématique : les valeurs propres {\displaystyle \scriptstyle a_{j}} sont les résultats possibles de l'expérience, et les coefficients qui les affectent {\displaystyle \scriptstyle |\langle \psi |\phi _{j}\rangle |^{2}} sont les probabilités de survenue de ces résultats ; on les appelle souvent  probabilités de transition de {\displaystyle \scriptstyle \psi } vers {\displaystyle \scriptstyle \phi _{j}}.
Un cas particulièrement simple est celui où {\displaystyle \scriptstyle A} est un 
projecteur, dont les valeurs propres ne sont que 0 et 1. Ceci correspond physiquement à une expérience par oui ou non, et, comme {\displaystyle \scriptstyle A^{2}\,=\,A}, son résultat peut être calculé comme
(3)      {\displaystyle \langle A\rangle _{\psi }=\|A\psi \|^{2}}.
En théorie quantique, on utilise aussi des opérateurs dont le spectre n'est pas discret, comme l'opérateur de position {\displaystyle \scriptstyle Q} en mécanique quantique. Cet opérateur ne possède pas de valeurs propres, mais a un spectre complètement continu. Dans ce cas, le vecteur {\displaystyle \scriptstyle \psi } peut être écrit comme une fonction à valeurs complexes {\displaystyle \scriptstyle \psi (x)} sur le spectre de {\displaystyle \scriptstyle Q} (habituellement l'axe des nombres réels). La valeur moyenne de l'opérateur de position s'écrit alors 
(4)      {\displaystyle \langle Q\rangle _{\psi }=\int \,x\,|\psi (x)|^{2}\,dx}.
Une formule semblable est valable pour l'opérateur de moment {\displaystyle \scriptstyle P}, dans les systèmes où il a un spectre continu.
Toutes les formules ci-dessus ne sont valables que pour des états purs {\displaystyle \scriptstyle \sigma }. Tout particulièrement en thermodynamique, les états mixtes, sont importants ; on les décrit par un opérateur à trace positif {\displaystyle \scriptstyle \rho =\sum _{i}\rho _{i}|\psi _{i}\rangle \langle \psi _{i}|} que l'on appelle opérateur statistique ou matrice densité. On peut alors obtenir la valeur moyenne sous la forme 
(5)      {\displaystyle \langle A\rangle _{\rho }=\mathrm {Tr} (\rho A)=\sum _{i}\rho _{i}\langle \psi _{i}|A|\psi _{i}\rangle =\sum _{i}\rho _{i}\langle A\rangle _{\psi _{i}}}.

## Formulation générale
En général, les états quantiques {\displaystyle \scriptstyle \sigma } sont décrits par des fonctionnelles linéaires positives et normalisées sur l'ensemble des observables, décrite mathématiquement souvent comme une C*-algèbre. La valeur moyenne d'une observable {\displaystyle \scriptstyle A} est alors donnée par
(6)      {\displaystyle \langle A\rangle _{\sigma }=\sigma (A)}.
Si l'algèbre des observables agit de façon irréductible sur un espace de Hilbert, et si {\displaystyle \scriptstyle \sigma } est une fonctionnelle normale, c'est-à-dire continue dans la topologie ultrafaible
{\displaystyle \sigma (\cdot )=\mathrm {Tr} (\rho \;\cdot )}
avec un opérateur positif de classe trace {\displaystyle \scriptstyle \rho } de trace 1, alors ceci donne la formule (5) ci-dessus. Dans le cas d'un état pur, {\displaystyle \scriptstyle \rho =|\psi \rangle \langle \psi |} est un projecteur sur le vecteur unitaire {\displaystyle \scriptstyle \psi }. Alors {\displaystyle \scriptstyle \sigma =\langle \psi |\cdot \;\psi \rangle }, ce qui donne la formule (1) ci-dessus.
{\displaystyle \scriptstyle A} est censé être un opérateur hermitien. Dans le cas général, son spectre ne sera ni complètement discret ni complètement continu. Mais on peut tout de même écrire pour {\displaystyle \scriptstyle A}
une décomposition spectrale
{\displaystyle A=\int a\,\mathrm {d} P(a)}
avec une mesure  à  valeur de projecteur {\displaystyle \scriptstyle P}. Pour la valeur moyenne de {\displaystyle \scriptstyle A} dans un état pur {\displaystyle \scriptstyle \sigma =\langle \psi |\cdot \,\psi \rangle }
{\displaystyle \langle A\rangle _{\sigma }=\int a\;\mathrm {d} \langle \psi |P(a)\psi \rangle },
que l'on peut considérer comme une généralisation commune des formules (2) et (4) ci-dessus.
En théorie non-relativiste d'un grand nombre fini de particules, (mécanique quantique stricto sensu), les états considérés sont en général normaux. Mais dans d'autres domaines de la théorie quantique, on utilise
aussi des états non-normaux : ils apparaissent par exemple, sous la forme d'états KMS en mécanique statistique quantique des milieux infinis, et comme des états chargés en théorie quantique des champs. Dans ces cas, la  valeur moyenne n'est déterminée que par la formule plus générale (6).

## Exemple dans l'espace de configuration
Par exemple, considérons une particule quantique dans un espace à 1 dimension, dans la représentation de l'espace de configuration. Ici, l'espace de Hilbert est {\displaystyle \scriptstyle {\mathcal {H}}\,=\,L^{2}(\mathbb {R} )}, l'espace des fonctions de carré sommable sur l'axe réel. Les vecteurs {\displaystyle \scriptstyle \psi \,\in \,{\mathcal {H}}} sont représentés par des fonctions {\displaystyle \scriptstyle \psi \,\in \,{\mathcal {H}}}, que l'on appelle « fonctions d'onde ». Le produit scalaire est donné par {\displaystyle \scriptstyle \langle \psi _{1}|\psi _{2}\rangle =\int \psi _{1}(x)^{\ast }\,\psi _{2}(x)\,\mathrm {d} x}. Les fonctions d'onde ont une interprétation directe en termes de distributions de probabilité :
{\displaystyle \textstyle p(x)dx=\psi ^{\ast }(x)\,\psi (x)dx}
donne la probabilité de trouver la particule dans un intervalle infinitésimal de longueur {\displaystyle \scriptstyle dx} autour du point {\displaystyle \scriptstyle x}.
Considérons comme observable l'opérateur de position {\displaystyle \scriptstyle Q}, qui agit sur les fonctions d'onde {\displaystyle \scriptstyle \psi }  par 
{\displaystyle \textstyle (Q\psi )(x)=x\psi (x)}.
L'espérance quantique, ou valeur moyenne, de {\displaystyle \scriptstyle Q}  sur un grand nombre de systèmes indépendants identiques est donnée par 
{\displaystyle \langle Q\rangle _{\psi }=\langle \psi |Q|\psi \rangle =\int _{-\infty }^{\infty }\psi ^{\ast }(x)\,x\,\psi (x)\,\mathrm {d} x=\int _{-\infty }^{\infty }x\,p(x)\,\mathrm {d} x}.
On notera que la valeur moyenne ne converge que si l'intégrale converge, ce qui n'est pas le cas pour tous les vecteurs {\displaystyle \scriptstyle \psi }. Ceci est dû au fait que l'opérateur de position est non borné, et il faut choisir {\displaystyle \scriptstyle \psi } dans son domaine de définition.
En général, la valeur moyenne de toute observable peut être calculée en remplaçant {\displaystyle \scriptstyle Q} par l'opérateur convenable. Par exemple, pour calculer le moment moyen, on utilise la représentation de l'opérateur moment dans l'espace de configuration, {\displaystyle \scriptstyle P\,=\,-i\hbar \,d/dx}. Explicitement, cette valeur moyenne est donc 
{\displaystyle \langle P\rangle _{\psi }=-i\hbar \int _{-\infty }^{\infty }\psi ^{\ast }(x)\,{\frac {d\psi }{dx}}(x)\,\mathrm {d} x}.
Tous les opérateurs ne possèdent pas en général une valeur moyenne. Un opérateur qui a une valeur moyenne réelle est appelé une observable, et sa valeur peut être directement mesurée expérimentalement.